# Blandt New Yorks mannequin'er
Blandt New Yorks mannequin'er (originaltitel Potash and Perlmutter) er en amerikansk stumfilm fra 1923 af Clarence G. Badger.

## Medvirkende
- Alexander Carr som Morris Perlmutter
- Barney Bernard som Abe Potash
- Vera Gordon som Rosie Potash
- Martha Mansfield
- Ben Lyon som Boris Andrieff
- Edouard Durand som Feldman
- Hope Sutherland som Irma Potash